# دیمیتری واسیلیف (ورزشکار دوگانه)
دیمیتری واسیلیف (روسی: Дмитрий Владимирович Васильев؛ زادهٔ ۸ دسامبر ۱۹۶۲) ورزشکار دوگانه اهل اتحاد جماهیر شوروی سوسیالیستی بود.